# اسدالله‌خان ابوالفتح‌زاده

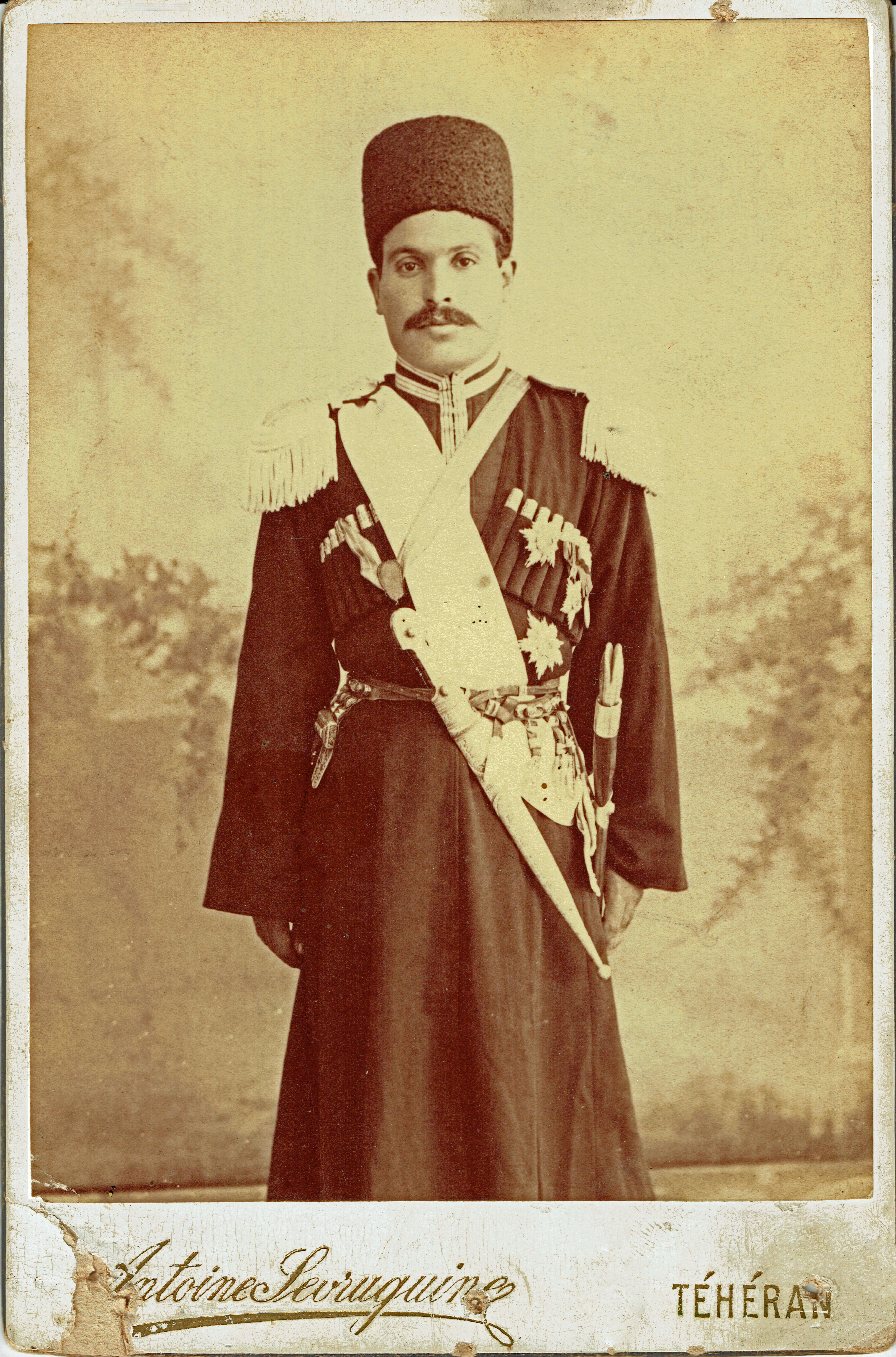

اسدالله‌خان ابوالفتح‌زاده (کشته شده در ذیقعده ۱۳۳۶) سرتیپ سابق فوج قزاق بود که به همراه میرزا ابراهیم خان منشی زاده کمیته مجازات را بنیان گذاشت. اکثر تاریخدانان معاصر ایران، ابوالفتح‌زاده را فردی با گرایش‌های سوسیالیستی و از دوستان نزدیک، «میرزا آقا ابراهیم تبریزی» از اعضای شناخته شده لژ فراماسونری بیداری دانسته‌اند.

## زندگی‌نامه
اسدالله‌خان ابوالفتح‌زاده فرزند ابوالفتح‌خان میرپنج اصالتاً از مهاجرین و از طایفه شریرلوی قفقاز بود. وی از جمله افسرانی بود که برای همراهی با مشروطه و ضدیت با محمدعلی شاه از قزاق‌خانه استعفا داد.
وی از مدافعان به‌توپ‌بستن مجلس در شب ۲۳ جمادی‌الاول ۱۳۲۶ بود. پس از وقوع این حادثه ابتدا به قلهک و سپس به رشت عزیمت نمود.
وی پس از فتح تهران، مأمور وصول وجه از شاهزاده مسعود میرزا ظل‌السلطان گردید. ابوالفتح‌زاده در حدود سال ۱۳۲۸ ق. سفری به اروپا کرد. وی در سال ۱۳۳۰ پس از بازگشت از اروپا از سوی مرنار بلژیکی، رئیس خزانه‌داری کل، مأمور مالیات ساوجبلاغ و شهریار گردید اما به دلیل بدرفتاری نسبت به رعایا از سمت خود برکنار گردید.
وی در شهریور ۱۲۹۵ به همراه میرزا ابراهیم خان منشی زاده کمیته مجازات را تشکیل دادند.

## تبعید و قتل
ابوالفتح‌زاده و منشی‌زاده، به دستور وثوق‌الدوله، به همراه قریب به بیست تن از اعضای کمیته مجازات دستگیر و محاکمه شدند. حکم دادگاه برای هر دو نفر، پانزده سال زندان و تبعید به کلات نادری بود، اما در تاریخ ذیقعده ۱۳۳۶ در مسیر انتقال به کلات نادری، در ۱۲ کیلومتری سمنان هدف گلوله قرار گرفتند و به قتل رسیدند.